# Marthe Gosteli
Marthe Gosteli (Ittigen, 22 de diciembre de 1917 - 7 de abril de 2017, Muri bei Bern) fue una activista sufragista y archivista suiza.

## Trayectoria
Nacida en 1917 en la granja de su familia de la que se hizo cargo al fallecer su padre. Marthe Gosteli trabajó también en el servicio de radio y prensa del ejército durante la Segunda Guerra Mundial. Declinó contraer matrimonio para dedicarse plenamente al servicio de la causa de la mujer.
Entre 1964 y 1968 presidió la Asociación bernesa por el sufragio femenino y más tarde llegó a ser vicepresidenta de la Alianza de las sociedades femeninas suizas.
Durante treinta años, lideró la lucha por el derecho al voto de las mujeres en Suiza y luego centró su atención en preservar la historia de las mujeres suizas. En su honor se creó en la Altikofenstrasse 186 de Worblaufen la Fundación Marthe Gosteli.

## Galardones
- 1989, Premio Trudy Schlatter.
- 1992, Medalla de la burguesía de Berna.
- 1995, Doctorado honoris causa de la Universidad de Berna.
- 2011, Premio suizo de Derechos Humanos.